# (8028) 1991 QE
(8028) 1991 QE là một tiểu hành tinh vành đai chính. Nó được phát hiện bởi Robert H. McNaught ở Đài thiên văn Siding Spring ở Coonabarabran, New South Wales, Úc, ngày 30 tháng 8 năm 1991.